# Михайловщина (Гродненская область)
Михайловщина (бел. Міхайло́ўшчына) — деревня в Ошмянском районе Гродненской области Белоруссии. Входит в состав Гольшанского сельсовета.

## География
Пролегает дорога Н6339.
Ближайшие населённые пункты Великое Поле, Паклево и др.

### Гидрография
Река Клева (левый приток Гавья).

## История
В 1905 году в Гольшанской волости Ошмянского уезда Виленской губернии.

До 1978 года деревня входила в состав Гольшанского сельсовета, до 15 декабря 1997 года — в состав Семерницкого сельсовета.

Исторические снимки
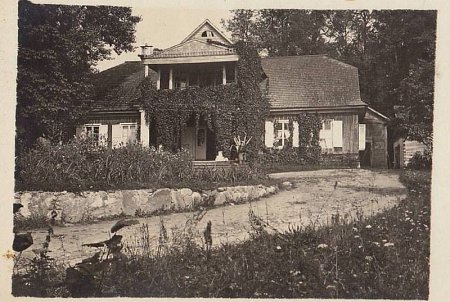
Усадебный дом. Примерно 1917 год
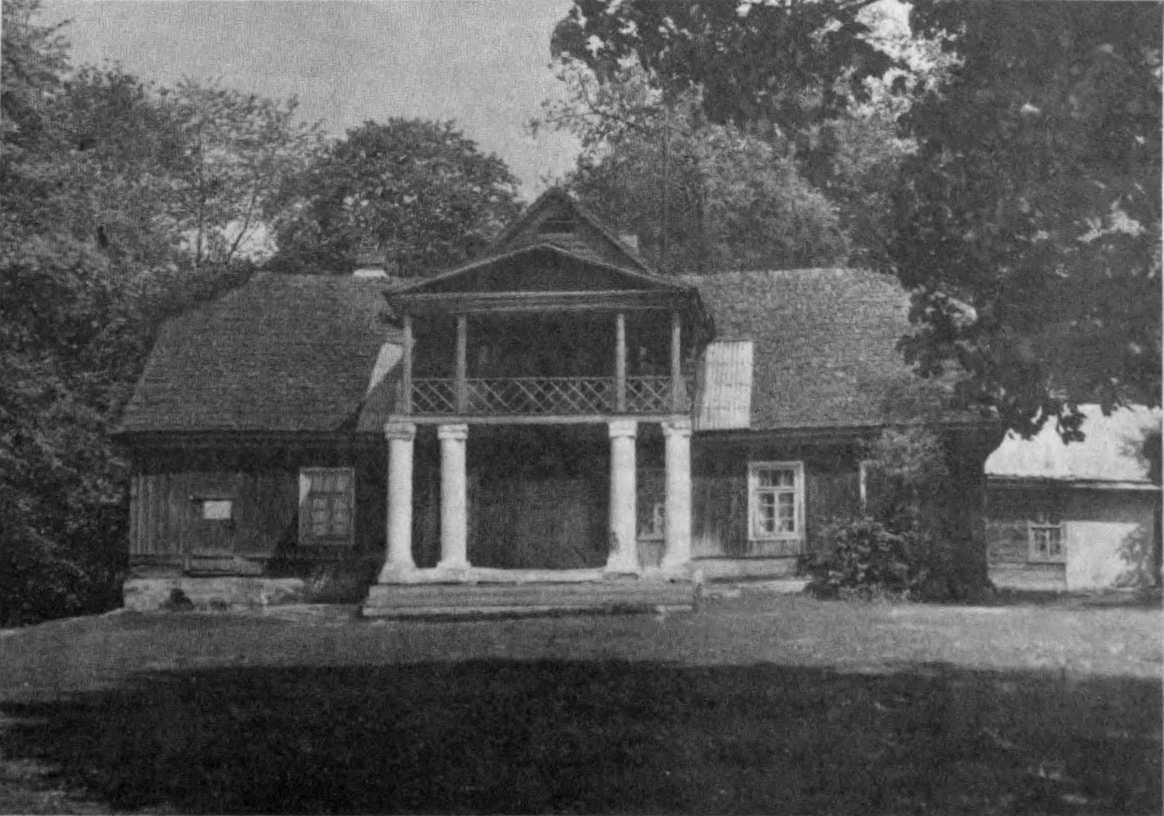
Усадьба Скиндеров
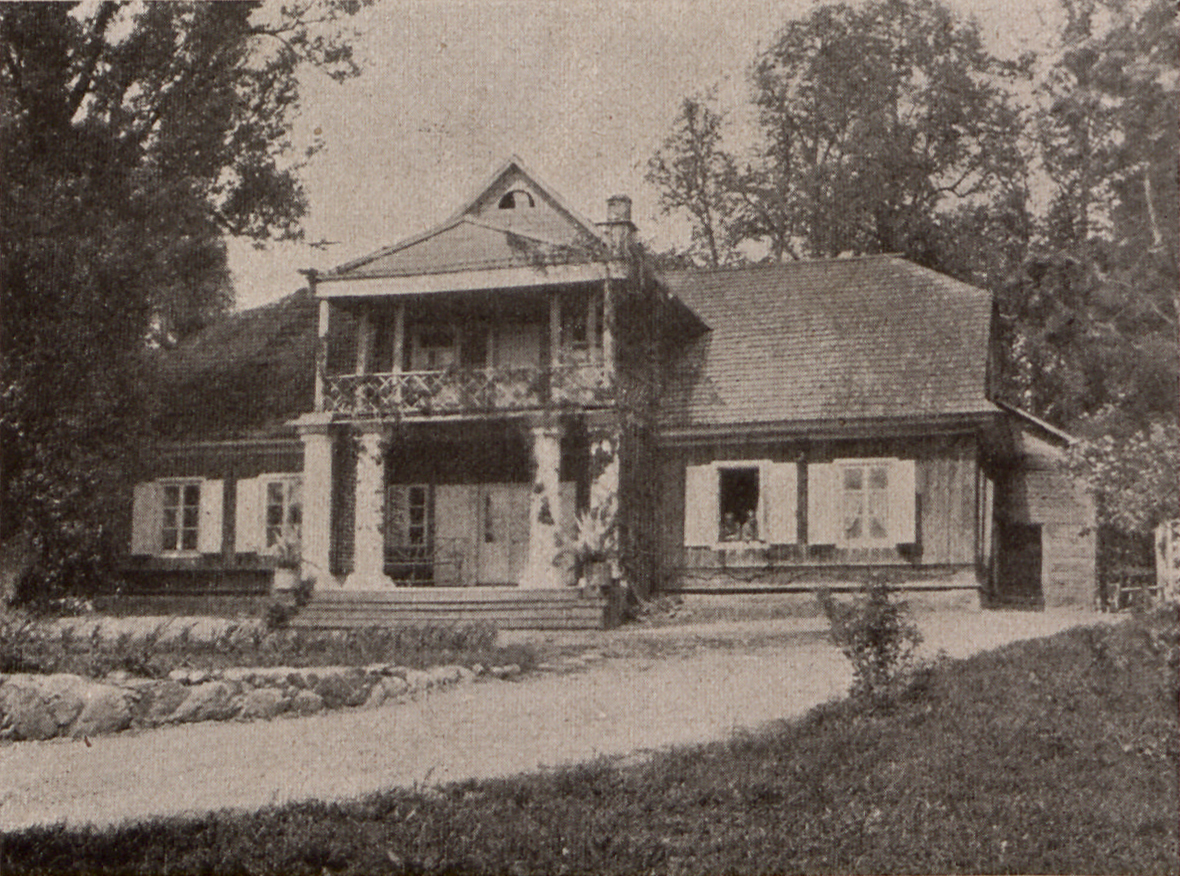
Усадьба Скиндеров
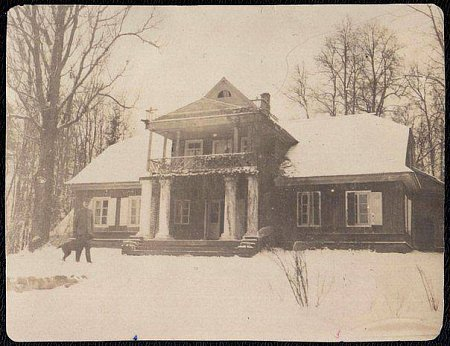
Усадебно-парковый ансамбль Скиндеров
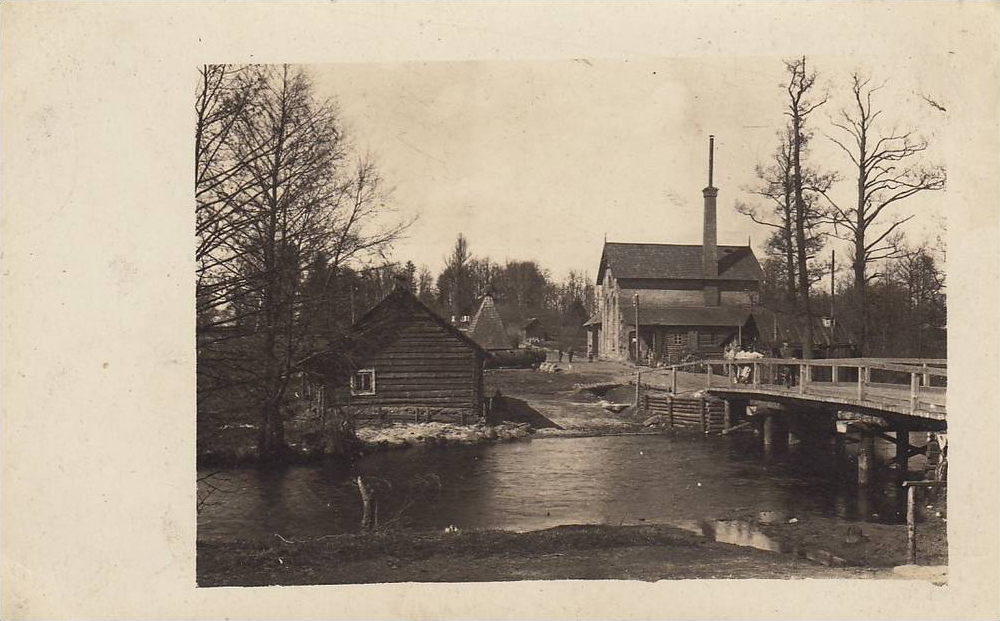
Михайловщина. Река Клева
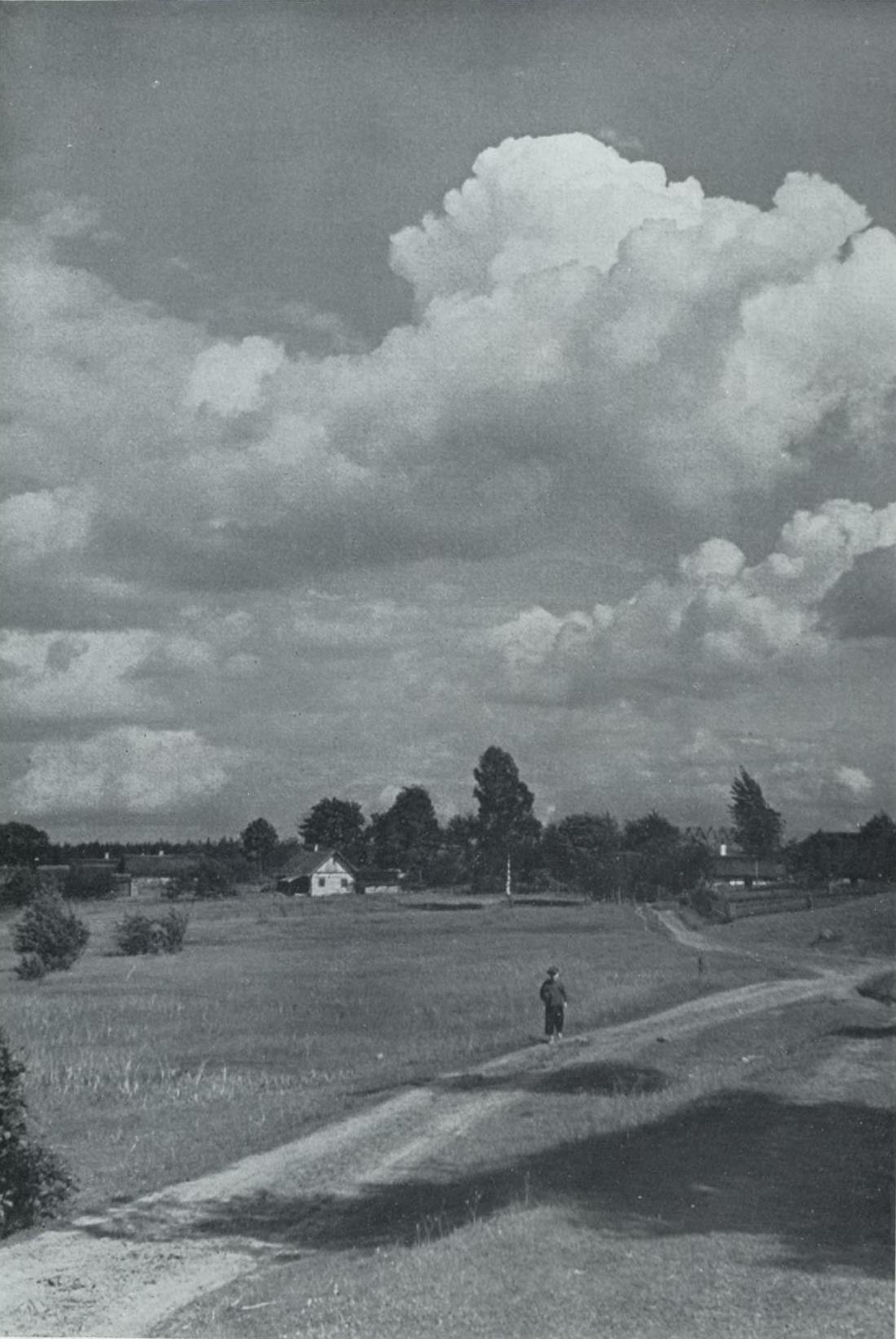
Михайловщина. Панорама

## Население
| 1999 | 2009 | 2019 |
| ---- | ---- | ---- |
| 244  | ↘179 | ↘127 |

### Историческая численность населения
- 2009 год — 179 жителей (перепись населения)[2]
- 2019 год — 127 жителей (перепись населения)

## Инфраструктура
Личное подсобное хозяйство с зоной сельскохозяйственного использования, индивидуальная застройка усадебного типа.
Основа экономики — сельское хозяйство.

## Известные уроженцы, жители
- Гируть-Русакевич, Валентина Францевна (1953-2021) — поэт, журналист. Член Союза белорусских писателей (1998).

## Достопримечательность
- Свято-Ильинская церковь (1876)[4]. Православный храм.
- Усадебно-парковый ансамбль Скиндеров.
- Аллея памяти Валентины Гируть-Русакевич — 8 октября 2021 года высажена аллея имени В. Гируть-Русакевич.

### Памятник, скульптура
- Памятник Воинам-землякам[5]

## Галерея

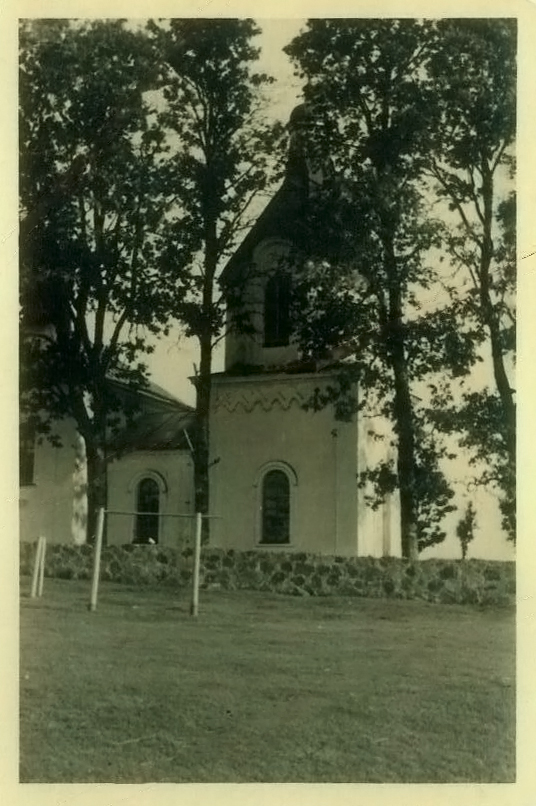
Ильинская церковь
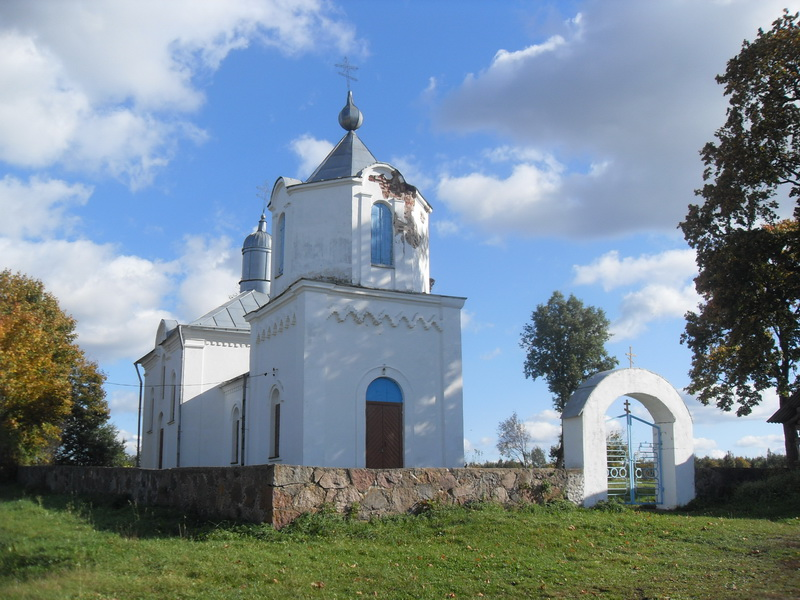
Свято-Ильинская церковь
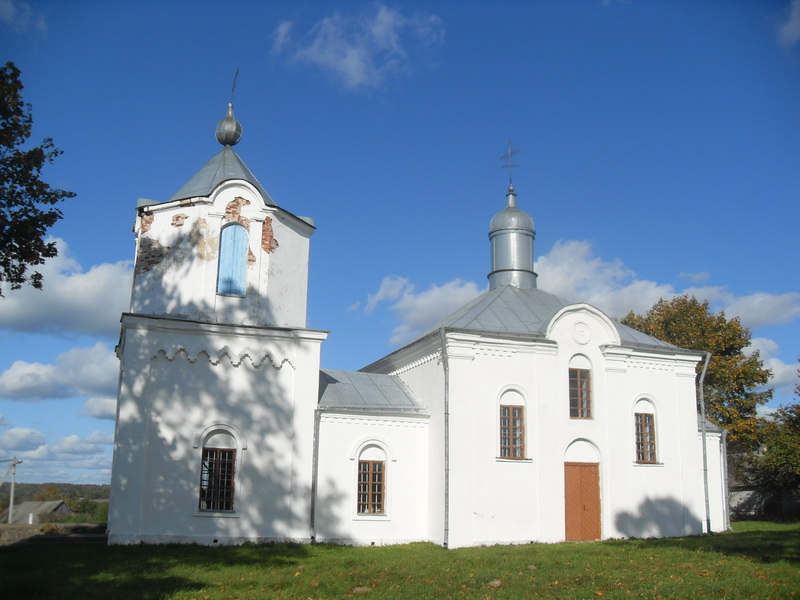
Свято-Ильинская церковь
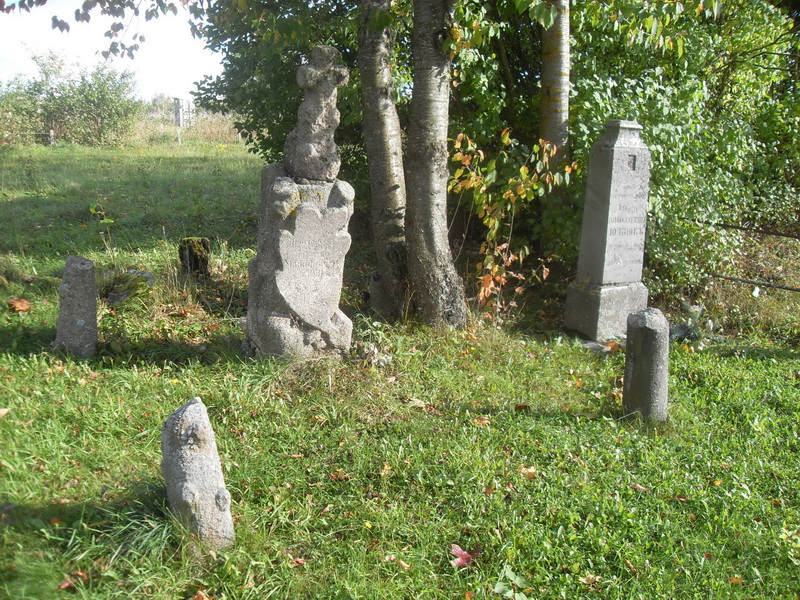
Свято-Ильинская церковь. Цвинтар
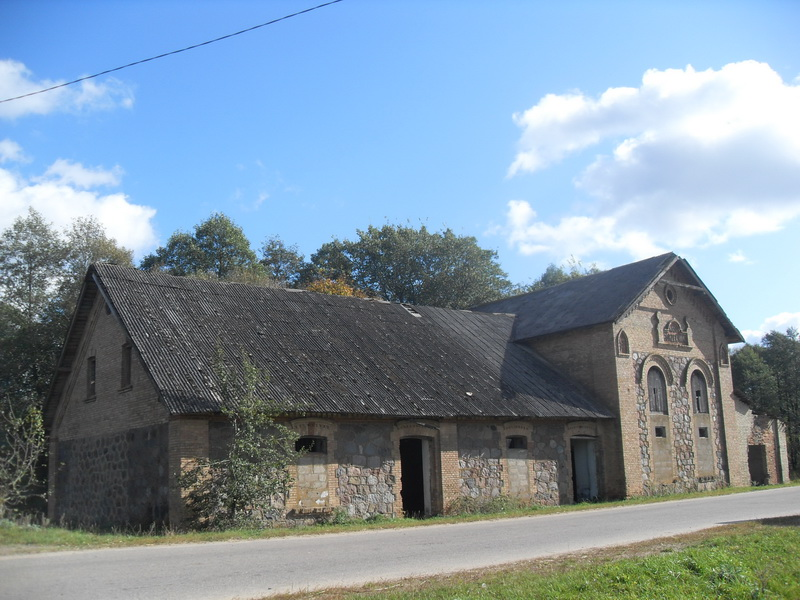
Усадебно-парковый комплекс. Бровар
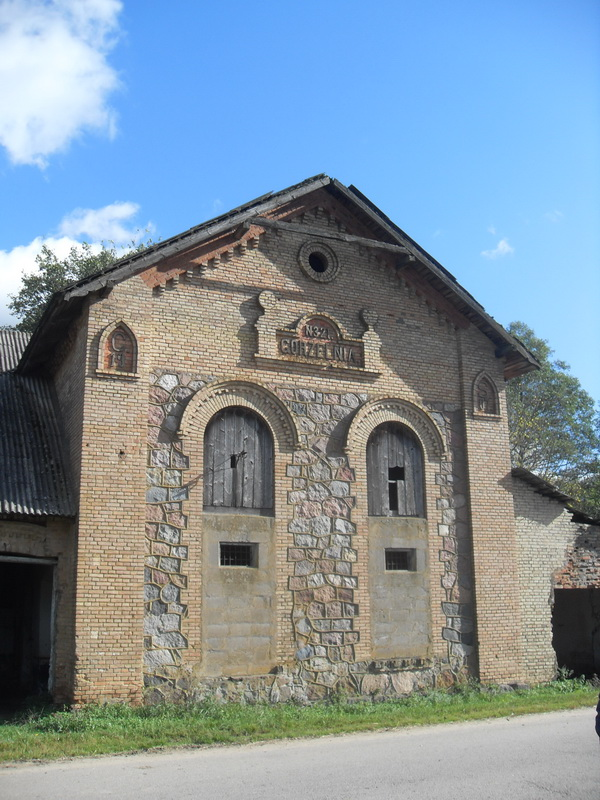
Усадебно-парковый комплекс. Винокурня
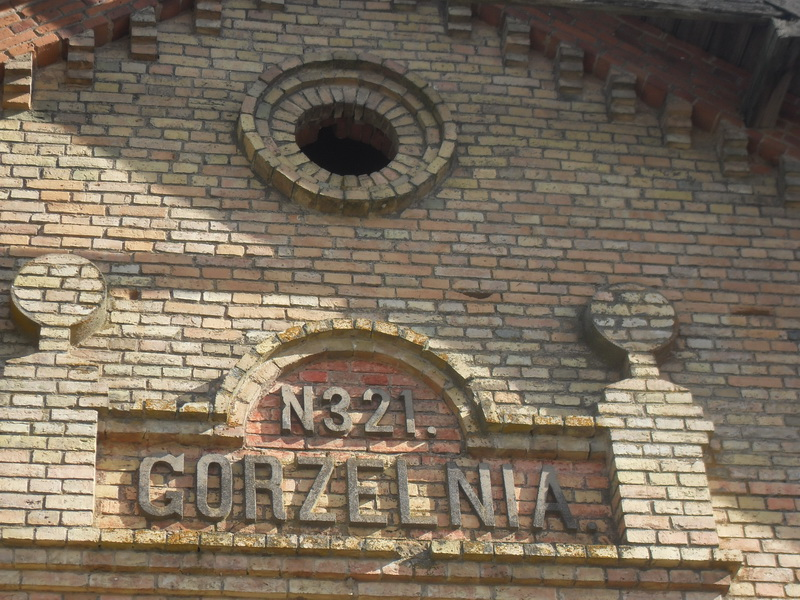
Усадебно-парковый комплекс. Винокурня
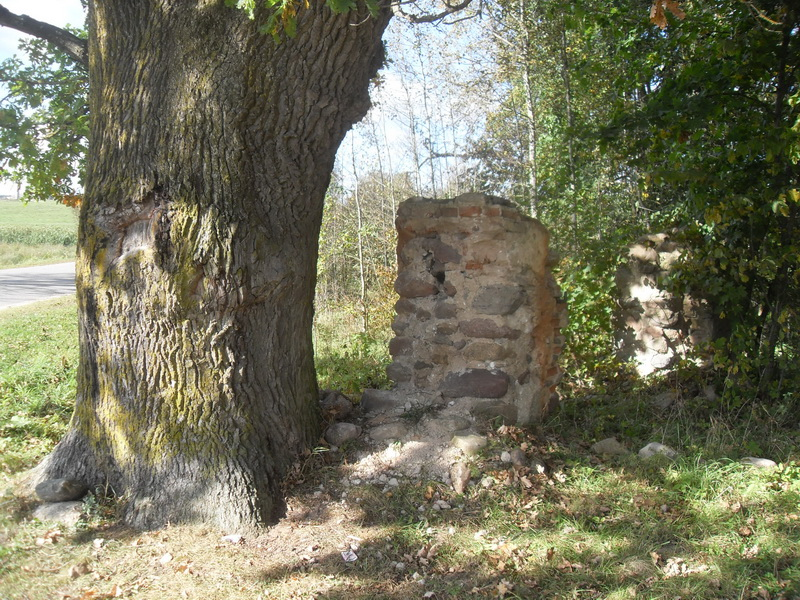
Усадебно-парковый комплекс. Фрагменты брамы
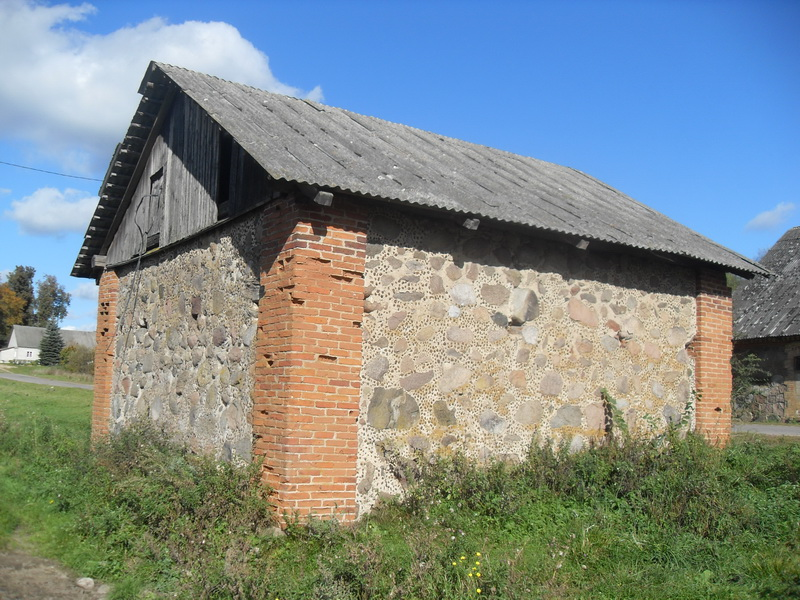
Усадебно-парковый комплекс. Спиртохранилище
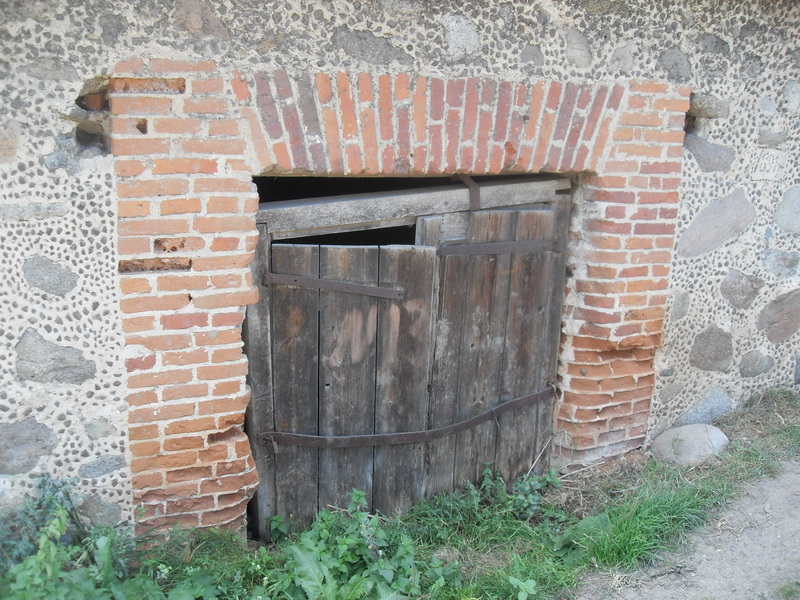
Усадебно-парковый комплекс. Спиртохранилище